# Oligosoma inconspicuum
Oligosoma inconspicuum är en ödleart som beskrevs av  Patterson och DAUGHERTY 1990. Oligosoma inconspicuum ingår i släktet Oligosoma och familjen skinkar. Inga underarter finns listade i Catalogue of Life.